# Grimsby (Kanada)
Grimsby – miejscowość (ang. town) w Kanadzie, w prowincji Ontario, w regionie Niagara.
Powierzchnia Grimsby to 68,94 km².
Według danych spisu powszechnego z roku 2001 Grimsby liczy 21 297 mieszkańców (308,92 os./km²).